# NATO Air Command and Control System
Il Nato Air Command and Control System (ACCS), cioè Sistema di Comando e Controllo Aereo della Nato, è lo strumento che fornisce, con un singolo e integrato sistema di controllo e comando, la gestione di tutte le operazioni aeree della NATO, all'interno e all'esterno dell'area euro-atlantica.
Il Nato ACCS sostituisce i sistemi nazionali di controllo aereo dei paesi membri, coprendo così oltre 10 milioni di chilometri quadrati di spazio aereo della NATO. Esso rappresenta uno dei principali pilastri del NATO Integrated Air and Missile Defence System, lo strumento che permette di salvaguardare e proteggere il territorio, le popolazioni e le forze armate della NATO contro qualsiasi minaccia e attacco aereo-missilistico.

## Struttura
Il sistema è integrato con il controllo delle missioni aeree, del traffico aereo, della sorveglianza e gestione dello spazio aereo ed è incardinato presso l'Allied Air Command di Ramstein, che svolge la propria missione attraverso:
- Combined Air Operations Centre Uedem, per la competenza sullo spazio aereo a nord delle Alpi;
- Combined Air Operations Centre Torrejon, per la competenza sullo spazio aereo a sud delle Alpi;
- Deployable Air Command and Control Center di Poggio Renatico, (capace di essere proiettato).

Entrambi i CAOC sono composti da due parti: un centro statico di difesa aerea ed un centro delle operazioni aeree proiettabile.
L'Air Command and Control System in particolare comprende circa 300 tipi di sensori interconnessi di sorveglianza dello spazio aereo con più di 40 differenti tipi di radar, 6500  interfacce fisiche e 550 sistemi esterni in 800 diversi luoghi, 81 milioni di chilometri quadrati di teatro di operazioni, dall'apice nord della Norvegia, all'apice sud della Turchia, 13 milioni di linee di codici software.

## Proiettabilità
Per supportare le operazioni fuori dall'area NATO, l'ACCS fornisce la necessaria capacità di proiezione delle sue funzioni mediante il Deployable Air Control Centre  (DARS), cioè Centro proiettabile di controllo aereo  attraverso degli shelter (container) facilmente trasportabili per terra, aria e mare.

## Futuro
L'Air Command and Control System sarà integrato con il Missile Defence System, il sistema di difesa contro i missili balistici, composto dagli Aegis Ashore Missile Defence Site di Deveselu e di Redzikowo, dalla base radar di scoperta iniziale di Malatya e dai 4 cacciatorpediniere lanciamissili classe Arleigh Burke della US Navy permanentemente di stanza in Europa, a Rota (Spagna), e che impiegano l'Aegis Balistic Missile Defence.